# 孫鏡
孫鏡，山東栖霞縣人。清朝政治人物。

## 生平
順治二年（1645年）舉乙酉科山東鄉試，順治三年（1646年）聯登丙戌科進士。歷任甘肅清水县知县。